# Louis de Blois
Ne doit pas être confondu avec Louis de Blois-Châtillon ou Louis de Blois (homme politique).
Louis de Blois (1171 ou 1172 – tué à la bataille d'Andrinople le 14 avril 1205), est comte de Blois, de Chartres, de Châteaudun et de Clermont de 1191 à 1205. Il est le fils de Thibaut V, comte de Blois, de Châteaudun et de Chartres, et d'Alix de France, elle-même fille du roi Louis VII et d'Aliénor d'Aquitaine.
Louis de Blois est ainsi le neveu et cousin germain de Philippe Auguste et le neveu de Richard Cœur de Lion.

## Biographie

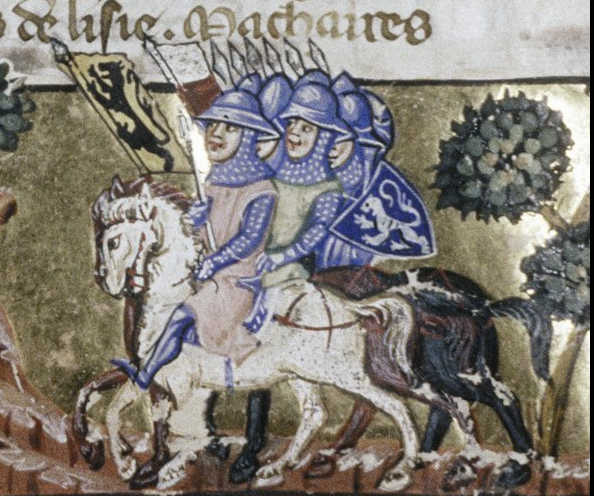
L'arrivée des croisés à Constantinople.

Dans la guerre qui oppose Philippe Auguste à Richard Cœur de Lion, Louis de Blois s'allie avec ce dernier. Le 7 juin 1196, il signe une charte de franchise à la ville de Châteaudun, laquelle institue l'abolition du servage dans la ville, :

« Moi, Louis, comte de Blois [...], je fais savoir que [...] j'affranchis de taille et de toute exaction arbitraire tous les habitants de la ville et banlieue de Blois [...]. Tout habitant pourra vendre ses biens et quitter la ville ou la banlieue en se soumettant aux us et coutumes du lieu. »

À la fin de l'année 1199, au cours du tournoi d'Écry, il est l'un des premiers à prendre la croix à la suite du comte Thibaud III de Champagne. Il participe ensuite à la quatrième croisade qui s'empare de Constantinople en 1204,,. Il reçoit alors le titre de « duc de Nicée », titre qui reste théorique car les croisés échouent à prendre la ville devenue entre temps la capitale d'un empire grec. Le 14 avril 1205, le nouvel empereur latin Baudouin Ier de Constantinople livre bataille près d'Andrinople contre le royaume de Bulgarie. C'est une sévère défaite, où Louis de Blois trouve la mort,.

## Famille
Il épouse Catherine de Clermont, fille de Raoul Ier le Roux, comte de Clermont, et d'Alix de Breteuil. Le couple a pour enfants :
- Thibaut VI († 1218), comte de Blois, de Chartres, de Châteaudun et de Clermont ;
- Jeanne, citée en 1202.

### Sources externes
- Charte de Blois (1196) : collection Clairambault de la Bibliothèque nationale, Nº 958, Cartulaires de Blois – citée par Jacques Soyer, dans son Étude sur la communauté des habitants de Blois jusqu'au commencement du XVIe siècle, Paris, Picard, 1894, 141 p. (lire en ligne), pp. 104–105.